# راکیتا (بابوشنیتسا)
راکیتا (به صربی: Rakita) یک منطقهٔ مسکونی در صربستان است که در Opština Babušnica واقع شده‌است. راکیتا ۳۴۰ نفر جمعیت دارد.